# Rally Acrópolis de 2021
El Rally Acrópolis de 2021, oficialmente 65. EKO Acropolis Rally of Gods, fue la sexagésimo quinta edición y la novena ronda de la temporada 2021 del Campeonato Mundial de Rally. Se celebró del 9 al 12 de septiembre y contó con un itinerario de quince tramos sobre tierra que sumaban un total de 292,19 km cronometrados. Fue también la novena ronda de los campeonatos WRC2 y WRC 3.
Esta prueba volvió al Campeonato Mundial de Rally luego de ocho años gracias a la cancelación del Rally de Chile debido a la Pandemia de Covid-19.

## Lista de inscritos
| Num.                     | Piloto                      | Copiloto                  | Automóvil              | Equipo                      | Neumático |
| ------------------------ | --------------------------- | ------------------------- | ---------------------- | --------------------------- | --------- |
| 1                        | Sébastien Ogier             | Julien Ingrassia          | Toyota Yaris WRC       | Toyota Gazoo Racing WRT     | P         |
| 6                        | Dani Sordo                  | Cándido Carrera           | Hyundai i20 Coupe WRC  | Hyundai Shell Mobis WRT     | P         |
| 7                        | Pierre-Louis Loubet         | Florian Haut-Labourdette  | Hyundai i20 Coupe WRC  | Hyundai 2C Competition      | P         |
| 8                        | Ott Tänak                   | Martin Järveoja           | Hyundai i20 Coupe WRC  | Hyundai Shell Mobis WRT     | P         |
| 9                        | Jourdan Serderidis          | Frédéric Miclotte         | Ford Fiesta WRC        | M-Sport Ford WRT            | P         |
| 11                       | Thierry Neuville            | Martijn Wydaeghe          | Hyundai i20 Coupe WRC  | Hyundai Shell Mobis WRT     | P         |
| 16                       | Adrien Fourmaux             | Renaud Jamoul             | Ford Fiesta WRC        | M-Sport Ford WRT            | P         |
| 18                       | Takamoto Katsuta            | Keaton Williams           | Toyota Yaris WRC       | Toyota Gazoo Racing WRT     | P         |
| 33                       | Elfyn Evans                 | Scott Martin              | Toyota Yaris WRC       | Toyota Gazoo Racing WRT     | P         |
| 44                       | Gus Greensmith              | Chris Patterson           | Ford Fiesta WRC        | M-Sport Ford WRT            | P         |
| 69                       | Kalle Rovanperä             | Jonne Halttunen           | Toyota Yaris WRC       | Toyota Gazoo Racing WRT     | P         |
| 20                       | Andreas Mikkelsen           | Elliott Edmondson         | Škoda Fabia Rally2 Evo | Toksport WRT                | P         |
| 21                       | Mads Østberg                | Torstein Eriksen          | Citroën C3 Rally2      | TRT World Rally Team        | P         |
| 22                       | Marco Bulacia Wilkinson     | Marcelo Der Ohannesian    | Škoda Fabia Rally2 Evo | Toksport WRT                | P         |
| 23                       | Nikolay Gryazin             | Konstantin Aleksandrov    | Ford Fiesta Rally2     | Movisport SRL               | P         |
| 24                       | Teemu Suninen               | Mikko Markkula            | Ford Fiesta Rally2     | M-Sport Ford WRT            | P         |
| 25                       | Martin Prokop               | Michal Ernst              | Ford Fiesta Rally2     | M-Sport Ford WRT            | P         |
| 26                       | Sean Johnston               | Alexander Kihurani        | Citroën C3 Rally2      | Saintéloc Junior Team       | P         |
| 27                       | Georg Linnamäe              | James Morgan              | Škoda Fabia Rally2 Evo | ALM Motorsport              | P         |
| 28                       | Oliver Solberg              | Aaron Johnston            | Hyundai i20 N Rally2   | Hyundai Motorsport N        | P         |
| 29                       | Crazy Leo                   | Tom Woodburn              | Citroën C3 Rally2      | Saintéloc Junior Team       | P         |
| 30                       | Yohan Rossel                | Alexandre Coria           | Citroën C3 Rally2      | Yohan Rossel                | P         |
| 31                       | Kajetan Kajetanowicz        | Maciej Szczepaniak        | Škoda Fabia Rally2 Evo | Kajetan Kajetanowicz        | P         |
| 32                       | Fabrizio Zaldivar           | Carlos del Barrio         | Škoda Fabia Rally2 Evo | Fabrizio Zaldivar           | P         |
| 34                       | Chris Ingram                | Ross Whittock             | Škoda Fabia Rally2 Evo | Chris Ingram                | P         |
| 35                       | Emil Lindholm               | Reeta Hämäläinen          | Škoda Fabia Rally2 Evo | Emil Lindholm               | P         |
| 36                       | Daniel Chwist               | Kamil Heller              | Hyundai i20 R5         | Daniel Chwist               | P         |
| 37                       | Emilio Fernández            | Ruben Garcia              | Škoda Fabia Rally2 Evo | Emilio Fernández            | P         |
| 38                       | Alberto Heller              | Marc Martí                | Citroën C3 Rally2      | Alberto Heller              | P         |
| 39                       | Miguel Díaz-Aboitiz         | Diego Sanjuan de Eusebio  | Škoda Fabia Rally2 Evo | Miguel Díaz-Aboitiz         | P         |
| 40                       | Lambros Athanassoulas       | Nikolaos Zakheos          | Hyundai i20 N Rally2   | Lambros Athanassoulas       | P         |
| 41                       | Alexandros Tsouloftas       | Stelios Elia              | Volkswagen Polo GTI R5 | Alexandros Tsouloftas       | P         |
| 42                       | Fabrizio Arengi Bentivoglio | Massimiliano Bosi         | Škoda Fabia R5         | Fabrizio Arengi Bentivoglio | P         |
| 43                       | Paulo Nobre                 | Gabriel Morales           | Škoda Fabia R5         | Paulo Nobre                 | P         |
| 45                       | Giorgos Kehagias            | Marios Tsaousoglou        | Škoda Fabia Rally2 Evo | Giorgos Kehagias            | P         |
| 46                       | Panagiotis Roustemis        | Konstantinos Nikolopoulos | Citroën DS3 R5         | Panagiotis Roustemis        | P         |
| 47                       | Panagiotis Hatzitsopanis    | Nikolaos Petropoulos      | Ford Fiesta Rally2     | Panagiotis Hatzitsopanis    | P         |
| 48                       | Vassileios Velanis          | Ioannis Velanis           | Škoda Fabia Rally2 Evo | Vassileios Velanis          | P         |
| 49                       | Ioannis Plagos              | Alkis Rentis              | Citroën C3 Rally2      | Ioannis Plagos              | P         |
| 50                       | Spiros Galerakis            | Konstantinos Soukoulis    | Škoda Fabia R5         | Spiros Galerakis            | P         |
| Fuente: ewrc-results.com |                             |                           |                        |                             |           |

## Itinerario
| Día                      | Tramo | Nombre                  | Distancia | Ganador de la etapa | Automóvil             | Tiempo  | Líder de la general |
| ------------------------ | ----- | ----------------------- | --------- | ------------------- | --------------------- | ------- | ------------------- |
| Día 1 (9 de septiembre)  | -     | (Shakedown)             | 4.32 km   | Kalle Rovanperä     | Toyota Yaris WRC      | 3:14.3  | -                   |
| Día 1 (9 de septiembre)  | SS1   | Cosmote 5G Athens Stage | 0.98 km   | Sébastien Ogier     | Toyota Yaris WRC      | 0:51.5  | Sébastien Ogier     |
| Día 2 (10 de septiembre) | SS2   | Aghii Theodori 1        | 17.54 km  | Ott Tänak           | Hyundai i20 Coupe WRC | 13:15.8 | Sébastien Ogier     |
| Día 2 (10 de septiembre) | SS3   | Loutraki                | 19.40 km  | Kalle Rovanperä     | Toyota Yaris WRC      | 13:04.4 | Kalle Rovanperä     |
| Día 2 (10 de septiembre) | SS4   | Aghii Theodori 2        | 17.54 km  | Kalle Rovanperä     | Toyota Yaris WRC      | 13:10.3 | Kalle Rovanperä     |
| Día 2 (10 de septiembre) | SS5   | Thiva                   | 23.27 km  | Sébastien Ogier     | Toyota Yaris WRC      | 15:25.2 | Kalle Rovanperä     |
| Día 2 (10 de septiembre) | SS6   | Elatia                  | 11.65 km  | Thierry Neuville    | Hyundai i20 Coupe WRC | 5:58.1  | Kalle Rovanperä     |
| Día 3 (11 de septiembre) | SS7   | Pavliani 1              | 24.25 km  | Kalle Rovanperä     | Toyota Yaris WRC      | 19:27.7 | Kalle Rovanperä     |
| Día 3 (11 de septiembre) | SS8   | Gravia                  | 24.81 km  | Kalle Rovanperä     | Toyota Yaris WRC      | 20:35.9 | Kalle Rovanperä     |
| Día 3 (11 de septiembre) | SS9   | Bauxites                | 22.97 km  | Kalle Rovanperä     | Toyota Yaris WRC      | 13:44.3 | Kalle Rovanperä     |
| Día 3 (11 de septiembre) | SS10  | Eleftherochori 1        | 18.14 km  | Kalle Rovanperä     | Toyota Yaris WRC      | 11:05.2 | Kalle Rovanperä     |
| Día 3 (11 de septiembre) | SS11  | Pavliani 2              | 24.25 km  | Sébastien Ogier     | Toyota Yaris WRC      | 19:10.6 | Kalle Rovanperä     |
| Día 3 (11 de septiembre) | SS12  | Eleftherochori 2        | 18.14 km  | Ott Tänak           | Hyundai i20 Coupe WRC | 10:42.0 | Kalle Rovanperä     |
| Día 4 (12 de septiembre) | SS13  | Tarzan 1                | 23.37 km  | Kalle Rovanperä     | Toyota Yaris WRC      | 17:22.7 | Kalle Rovanperä     |
| Día 4 (12 de septiembre) | SS14  | Pyrgos                  | 33.20 km  | Ott Tänak           | Hyundai i20 Coupe WRC | 25:24.4 | Kalle Rovanperä     |
| Día 4 (12 de septiembre) | SS15  | Tarzan 2 (Power Stage)  | 12.68 km  | Kalle Rovanperä     | Toyota Yaris WRC      | 8:34.8  | Kalle Rovanperä     |
| Fuente: ewrc-results.com |       |                         |           |                     |                       |         |                     |

### Power stage
El power stage fue una etapa de 12.68 km al final del rally. Se otorgaron puntos adicionales del Campeonato Mundial a los cinco más rápidos.
| Pos. | Piloto           | Copiloto         | Coche                 | Equipo                  | Tiempo | Puntos |
| ---- | ---------------- | ---------------- | --------------------- | ----------------------- | ------ | ------ |
| 1    | Kalle Rovanperä  | Jonne Halttunen  | Toyota Yaris WRC      | Toyota Gazoo Racing WRT | 8:34.8 | 5      |
| 2    | Elfyn Evans      | Scott Martin     | Toyota Yaris WRC      | Toyota Gazoo Racing WRT | +1.2   | 4      |
| 3    | Sébastien Ogier  | Julien Ingrassia | Toyota Yaris WRC      | Toyota Gazoo Racing WRT | +3.9   | 3      |
| 4    | Thierry Neuville | Martijn Wydaeghe | Hyundai i20 Coupe WRC | Hyundai Shell Mobis WRT | +5.7   | 2      |
| 5    | Ott Tänak        | Martin Järveoja  | Hyundai i20 Coupe WRC | Hyundai Shell Mobis WRT | +7.1   | 1      |

## Clasificación final
| World Rally Championship   | World Rally Championship | World Rally Championship  | World Rally Championship | World Rally Championship | World Rally Championship | World Rally Championship | World Rally Championship |
| Pos.                       | Piloto                   | Copiloto                  | Automóvil                | Equipo                   | Neumático                | Tiempo                   | Puntos                   |
| -------------------------- | ------------------------ | ------------------------- | ------------------------ | ------------------------ | ------------------------ | ------------------------ | ------------------------ |
| 1                          | Kalle Rovanperä          | Jonne Halttunen           | Toyota Yaris WRC         | Toyota Gazoo Racing WRT  | P                        | 3:28:24.6                | 25                       |
| 2                          | Ott Tänak                | Martin Järveoja           | Hyundai i20 Coupe WRC    | Hyundai Shell Mobis WRT  | P                        | +42.1                    | 18                       |
| 3                          | Sébastien Ogier          | Julien Ingrassia          | Toyota Yaris WRC         | Toyota Gazoo Racing WRT  | P                        | +1:11.3                  | 15                       |
| 4                          | Dani Sordo               | Cándido Carrera           | Hyundai i20 Coupe WRC    | Hyundai Shell Mobis WRT  | P                        | +3:01.0                  | 12                       |
| 5                          | Gus Greensmith           | Chris Patterson           | Ford Fiesta WRC          | M-Sport Ford WRT         | P                        | +5:45.0                  | 10                       |
| 6                          | Elfyn Evans              | Scott Martin              | Toyota Yaris WRC         | Toyota Gazoo Racing WRT  | P                        | +6:42.7                  | 8                        |
| 7                          | Adrien Fourmaux          | Renaud Jamoul             | Ford Fiesta WRC          | M-Sport Ford WRT         | P                        | +6:54.4                  | 6                        |
| 8                          | Thierry Neuville         | Martijn Wydaeghe          | Hyundai i20 Coupe WRC    | Hyundai Shell Mobis WRT  | P                        | +8:41.1                  | 4                        |
| 9                          | Andreas Mikkelsen        | Elliott Edmondson         | Škoda Fabia Rally2 Evo   | Toksport WRT             | P                        | +9:02.5                  | 2                        |
| 10                         | Marco Bulacia Wilkinson  | Marcelo Der Ohannesian    | Škoda Fabia Rally2 Evo   | Toksport WRT             | P                        | +9:19.2                  | 1                        |
| World Rally Championship 2 |                          |                           |                          |                          |                          |                          |                          |
| 1 (9.)                     | Andreas Mikkelsen        | Elliott Edmondson         | Škoda Fabia Rally2 Evo   | Toksport WRT             | P                        | 3:37:27.1                | 25                       |
| 2 (10.)                    | Marco Bulacia Wilkinson  | Marcelo Der Ohannesian    | Škoda Fabia Rally2 Evo   | Toksport WRT             | P                        | +16.7                    | 18                       |
| 3 (13.)                    | Nikolay Gryazin          | Konstantin Aleksandrov    | Ford Fiesta Rally2       | Movisport SRL            | P                        | +4:45.0                  | 15                       |
| 4 (15.)                    | Georg Linnamäe           | James Morgan              | Škoda Fabia Rally2 Evo   | ALM Motorsport           | P                        | +6:02.0                  | 12                       |
| 5 (16.)                    | Martin Prokop            | Michal Ernst              | Ford Fiesta Rally2       | M-Sport Ford WRT         | P                        | +9:02.7                  | 10                       |
| World Rally Championship 3 |                          |                           |                          |                          |                          |                          |                          |
| 1 (11.)                    | Kajetan Kajetanowicz     | Maciej Szczepaniak        | Škoda Fabia Rally2 Evo   | Kajetan Kajetanowicz     | P                        | 3:39:48.2                | 25                       |
| 2 (12.)                    | Chris Ingram             | Ross Whittock             | Škoda Fabia Rally2 Evo   | Chris Ingram             | P                        | +26.1                    | 18                       |
| 3 (14.)                    | Emil Lindholm            | Reeta Hämäläinen          | Škoda Fabia Rally2 Evo   | Emil Lindholm            | P                        | +2:32.0                  | 15                       |
| 4 (19.)                    | Giorgos Kehagias         | Marios Tsaousoglou        | Škoda Fabia Rally2 Evo   | Giorgos Kehagias         | P                        | +15:43.3                 | 12                       |
| 5 (21.)                    | Panagiotis Roustemis     | Konstantinos Nikolopoulos | Citroën DS3 R5           | Panagiotis Roustemis     | P                        | +15:51.1                 | 10                       |
| Fuente: ewrc-results.com   |                          |                           |                          |                          |                          |                          |                          |

## Clasificaciones tras el rally
| Posición | Piloto           | Puntos | Cambios de posición |
| -------- | ---------------- | ------ | ------------------- |
| 1        | Sébastien Ogier  | 180    | Sin cambios         |
| 2        | Elfyn Evans      | 136    | Sin cambios         |
| 3        | Thierry Neuville | 130    | Sin cambios         |
| 4        | Kalle Rovanperä  | 129    | Sin cambios         |
| 5        | Ott Tänak        | 106    | Sin cambios         |

| Posición | Equipo                  | Puntos | Cambios de posición |
| -------- | ----------------------- | ------ | ------------------- |
| 1        | Toyota Gazoo Racing WRT | 397    | Sin cambios         |
| 2        | Hyundai Shell Mobis WRT | 340    | Sin cambios         |
| 3        | M-Sport Ford WRT        | 153    | Sin cambios         |
| 4        | Hyundai 2C Competition  | 44     | Sin cambios         |